# Calyptomyrmex friederikae
Calyptomyrmex friederikae (лат.) — вид мелких муравьёв рода Calyptomyrmex из подсемейства Myrmicinae (Formicidae). Южная Азия: Бутан (Samchi, 350-450 м).

## Описание
Мелкие муравьи, длина около 3 мм. Основная окраска тела тёмно-коричневого цвета. Мандибулы, ноги и усики светло-коричневые. Верх головы, пронотум и мезонотум, ноги и первый тергит брюшка покрыты желтовато-белыми чешуевидными волосками. Длина головы от 0,61 до 0,64 мм. Скапус усика очень короткий (его длина вдвое короче длины головы, около 0,3 мм), вкладывается в глубокие усиковые бороздки по бокам головы. Глаза мелкие, состоят из 8 омматидиев. Усики 12-члениковые с 3-члениковой булавой. Стебелёк между грудкой и брюшком состоит из двух сегментов (петиоль + постпетиоль). 
Вид был впервые описан в 1976 году швейцарским мирмекологом Хайнрихом Куттером (Heinrich Kutter 1896—1990; Эгг, Швейцария) по рабочим особям из Бутана, собранным в 1972 году энтомологом Барони-Урбани (C. Baroni Urbani, Базель) во время бутанской экспедиции Базельского музея естественной истории. Видовое название C. friederikae дано в честь дочери автора Friederike Kutter.